# Tamm
Tamm è un comune tedesco di 12 605 abitanti, situato nel land del Baden-Württemberg.